# Comité Olímpico de Bahamas
El Comité Olímpico de Bahamas, anteriormente la Asociación Olímpica de Bahamas (código COI: BAH) es el Comité Olímpico Nacional que representa a las Bahamas. El comité es también la Asociación de los Juegos de la Mancomunidad que representa a la nación isleña.

## Historia
Para 1969, el Comité Olímpico de Bahamas tenía como una de sus organizaciones miembro a la Asociación Nacional de Netball.